# Jan Holpert
Jan Holpert (* 4. Mai 1968 in Flensburg) ist ein ehemaliger deutscher Handballtorwart. Mit 625 Bundesligaspielen absolvierte er über mehrere Jahre die meisten Spiele der Bundesligageschichte, was ihm den Namen „Rekordmann“ einbrachte. Den Rekord verlor Holpert am 19. Dezember 2019 an Carsten Lichtlein, der an diesem Tag zum 626. Mal in der Handball-Bundesliga im Tor stand.

## Karriere

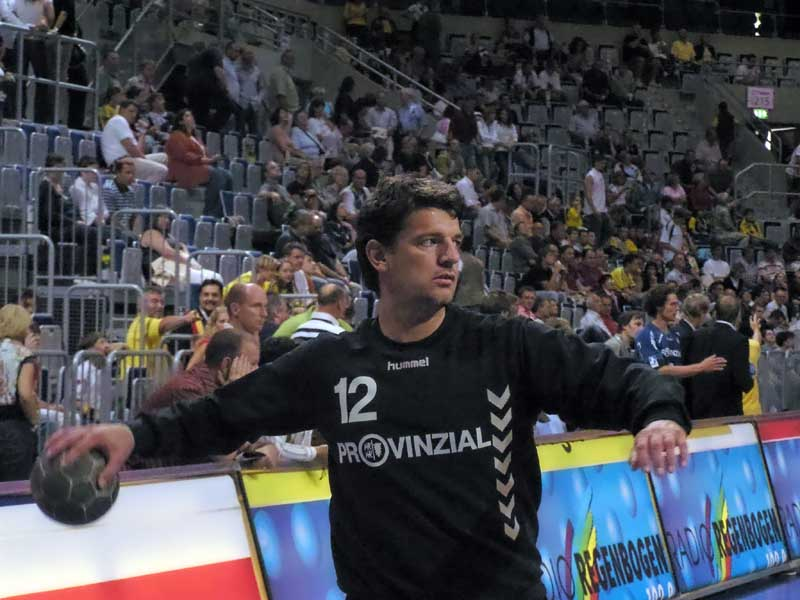
Jan Holpert beim Aufwärmen vor einem Spiel

Jan Holpert begann das Handballspielen beim TSV Glücksburg 09 und gelang über dem TSB Flensburg 1986 zum TSV Milbertshofen, bei dem er am 13. September 1986 sein erstes Bundesligaspiel bestritt. Mit dem TSV Milbertshofen gewann er 1990 den DHB-Pokal gegen den THW Kiel und wurde zusätzlich deutscher Vizemeister. 1991 gewann er mit Milbertshofen den Europapokal der Pokalsieger gegen Bidasoa Irún. Im folgenden Jahr stand er mit dem TSV erneut im Finale des Europapokals der Pokalsieger, jedoch konnte der KC Veszprém das Finale gewinnen.
Seit dem Konkurs des TSV Milbertshofen im Jahr 1993 spielte Jan Holpert bei der SG Flensburg-Handewitt. Dort war er gemeinsam mit Lars Christiansen und Johnny Jensen eine der Identifikationsfiguren der Flensburger Handballfans.
Seinen ersten großen Erfolg mit der SG Flensburg-Handewitt feierte der Siebenmeterkiller 1997, als die SG gegen den dänischen Verein Virum-Sorgenfri HK den EHF-Pokal gewann. Mit dem City-Cup 1999 und den Europapokal der Pokalsieger 2001 folgten zwei weitere europäische Titel.
Nachdem Holpert mit Flensburg-Handewitt 2003 den DHB-Pokal errang, konnte er 2004 – neben einem erneuten Pokalerfolg – nach fünf Vizemeisterschaften mit der SG erstmals die deutsche Meisterschaft gewinnen. Zusätzlich stand der Doublegewinner im Finale der Champions League, jedoch hatte man gegen den RK Celje das Nachsehen.
Mit der Titelverteidigung des DHB-Pokals 2005 holte Holpert seinen letzten Titel. 2005 und 2006 wurde er wiederum Vizemeister. 2007 stand er nochmals im Finale der Champions League, unterlag dort jedoch im Lokalderby gegen den THW Kiel.
Im Dezember 2006 verkündete Holpert, seinen Vertrag nicht zu verlängern und seine Karriere nach der Saison zu beenden. Er bestritt am 3. Juni 2007 sein Abschiedsspiel in der Campushalle. Am 5. Juni 2007 hütete er nochmals das Tor des All-Star-Teams der Saison 2006/07. Im Rahmen dieser Veranstaltung wurde er gemeinsam mit Stefan Kretzschmar für sein „Lebenswerk“ geehrt.
Am 11. Oktober 2007 gab Jan Holpert in der Champions League gegen MKS Zagłębie Lubin sein Comeback, da Dan Beutler verletzungsbedingt ausfiel.
Für die deutsche Nationalmannschaft bestritt er 245 Länderspiele. Sein größter Erfolg war der 3. Platz bei der Europameisterschaft 1998. Nachdem er seine Länderspielkarriere schon beendet hatte, wurde er nochmals vor der Weltmeisterschaft 2007 aufgrund von Verletzungssorgen in den erweiterten Nationalkader aufgenommen, gehörte jedoch später nicht zum WM-Kader.
Mit seiner Agentur für Kommunikation „Strandhütte“ unterstützte Holpert die Marketingabteilung der SG Flensburg-Handewitt vom Saisonanfang 2006/07 bis zum Saisonende 2013/14. Weiterhin blieb er der SG nach seinem Karriereende als Torwarttrainer erhalten. Seine Tätigkeit als Torwarttrainer beendete Holpert im Sommer 2021.

## Privat
Holpert ist verheiratet und hat zwei Kinder. Sein Sohn Magnus läuft mittlerweile ebenfalls in der Bundesliga auf. Sein älterer Bruder Fynn Holpert spielte ebenfalls als Handballtorwart in der Bundesliga und war zwischen 2007 und 2009 bei der SG Flensburg-Handewitt als Manager tätig.

## Erfolge
- EM-Bronze 1998
- Supercup-Gewinner 2000
- Deutscher Meister 2004
- DHB-Pokal 1990, 2003, 2004, 2005
- EHF-Pokal 1997
- Europapokal der Pokalsieger 1991, 2001
- City-Cup 1999
- Champions-League-Finalist 2004 und 2007